# Runit
Runit è una delle 40 isole che compongono l'atollo di Enewetak, situato all'estremità occidentale dell'arcipelago delle isole Marshall.
Sito di diversi test nucleari statunitensi, l'isola è situata nella parte centro-orientale dell'atollo e, a causa del forte livello di radioattività mantenuto dal suo suolo e dalle acque ad essa circostanti, è del tutto disabitata. Solo sporadicamente alcuni abitanti delle isole vicine (in tutto l'atollo, solo tre isole sono considerate abitabili dalle autorità) si recano sull'isola per prelevare rottami di rame lasciati dagli statunitensi per poi rivenderli.
Nella sua parte settentrionale, l'isola ospita un deposito, costruito nel cratere prodotto da un'esplosione nucleare, nel quale sono state raccolte circa 73000 m³ di scorie radioattive generate nei test nucleari condotti sull'intero atollo tra il 1946 e il 1962. Il cratere è sormontato da una cupola in calcestruzzo realizzata tra il 1977 e il 1980 dagli USA.

## Geografia

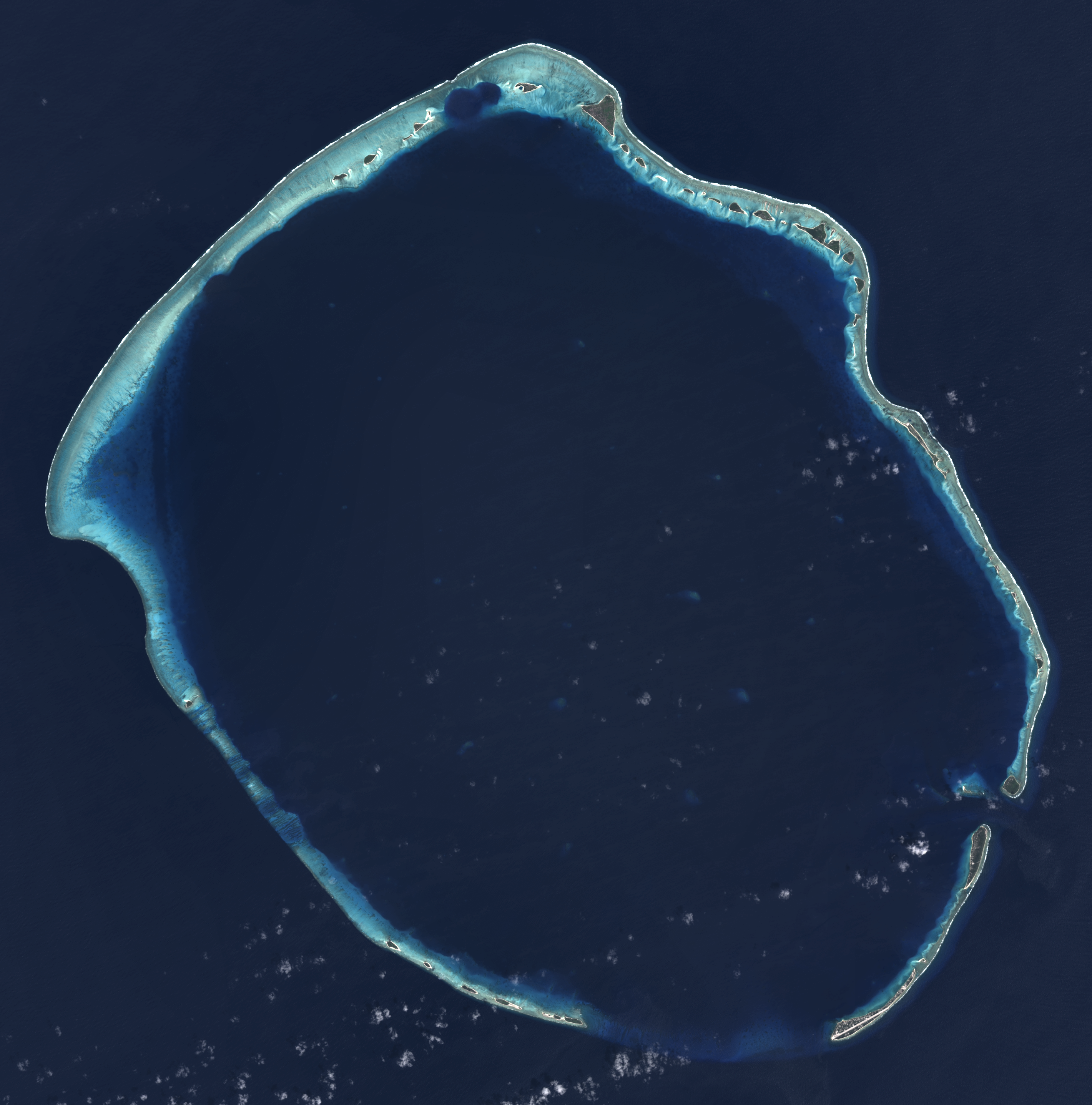
L'atollo Enewetak di cui Runit è parte. L'isola è facilmente identificabile per la presenza della cupola in calcestruzzo.

Come il resto dell'atollo di Enewetak, anche Runit si trova sulla cima di una montagna sottomarina di composizione basaltica, formatasi nel Cretacico e la cui base si trova oggi a circa 1 400 metri di profondità. Runit ha una forma allungata in direzione nord-sud, larga al massimo 263 m e lunga circa 3,1 km, mentre la sua elevazione massima è di 3 m s.l.m..

## Storia
Si ritiene che anche Runit, come il resto dell'atollo, abbia visto insediamenti umani sin dal 1000 a.C., quando sul posto giunsero antiche popolazioni di origine micronesiana, anche se non sono mai state trovate prove dirette di antichi insediamenti sull'isola. La sua storia moderna ha invece seguito quella dell'atollo di cui fa parte. Essa venne visitata per la prima volta da un europeo nel 1529, quando l'esploratore spagnolo Alvaro de Saavedra raggiunse Enewetak, battezzando le isole come "Los Jardines" ("I giardini"). Da allora le isole di Enewetak furono visitate una quindicina di volte prima che, nel 1885, nascesse una colonia tedesca nelle isole Marshall, fino ad allora reclamate dalla Spagna, con l'istituzione successiva di un protettorato da parte della Germania su tutto il territorio, atollo di Enewetak compreso, nel 1886.
Nel 1914, nel corso della prima guerra mondiale, Runit fu conquistata dalla Marina imperiale giapponese e, a partire dal 1920, grazie al Mandato del Pacifico meridionale ottenuto dalla Società delle Nazioni, l'impero giapponese iniziò ad amministrare tutte le isole Marshall. In particolare, l'atollo di Enewetak fu inserito all'interno del distretto di Pohnpei, ma di fatto i giapponesi lasciarono quasi tutto in mano agli amministratori locali tradizionali fino allo scoppio della seconda guerra mondiale. Dall'inizio del conflitto, però, essi iniziarono a stanziare truppe sull'atollo, costruendovi anche diverse infrastrutture.
Runit, come tutto l'atollo di Enewetak, fu tolta al controllo giapponese solo dopo la battaglia di Eniwetok ("Eniwetok" è un altro nome con cui si indica l'atollo di Enewetak), combattuta tra il 17 febbraio e il 23 febbraio 1944 e che vide vincitore l'esercito statunitense, la quale comunque coinvolse molto poco l'isola dal punto di vista dei combattimenti.

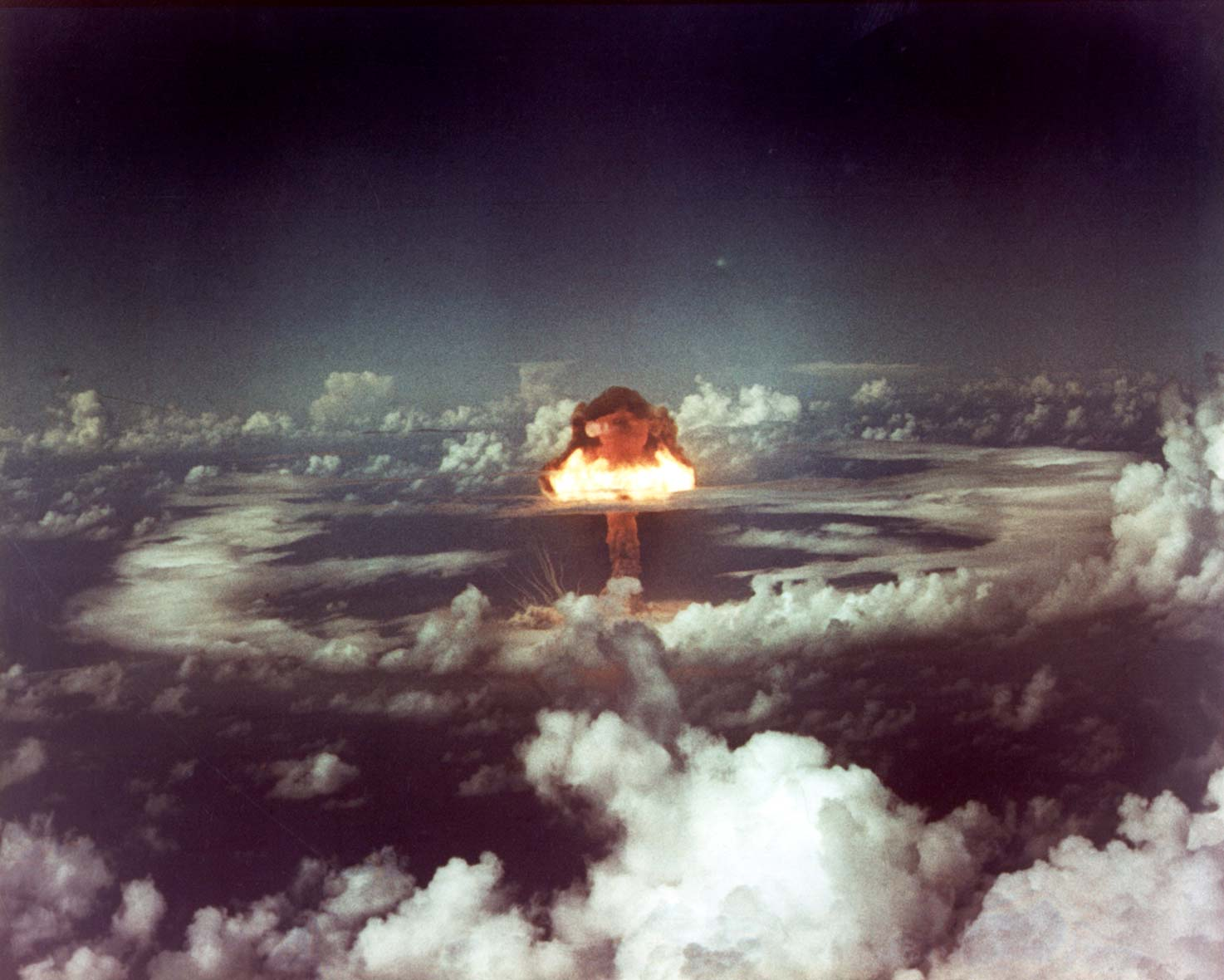
Una fotografia del 1952 dell'esplosione della bomba nucleare Ivy King, sganciata dagli USA nella parte settentrionale di Runit

Alla fine della guerra, le isole Marshall divennero parte del Territorio fiduciario delle Isole del Pacifico, un'amministrazione fiduciaria delle Nazioni Unite amministrata dalla marina militare degli Stati Uniti d'America dal 1947 al 1951 e dal dipartimento degli interni statunitense dal 1951 al 1986. Cinque giorni dopo la firma dell'accordo, la Commissione per l'energia atomica degli Stati Uniti d'America istituì i Pacific Proving Grounds, ossia un'area di oltre 360000 km² riservata allo svolgimento di test nucleari (che erano peraltro già iniziati l'anno precedente con l'Operazione Crossroads), che includeva anche Runit.
Negli anni della gestione statunitense, terminata nel 1986, su un totale di 43 test nucleari effettuati nell'atollo di Enewetak tra il 1947 e il 1962, ben 8 furono quelli realizzati sulla superficie di Runit, mentre altre detonazioni ebbero luogo a poche centinaia di metri dalle sue coste. Il primo fu il test Zebra, svolto il 14 maggio 1948 nell'ambito dell'Operazione Sandstone, che vide la detonazione di un ordigno da 18 chilotoni (a confronto, si pensi che Little Boy, la bomba sganciata su Hiroshima, liberò una potenza di 15 chilotoni), mentre l'ultimo fu il test Cactus, condotto il 6 maggio 1958 nell'ambito dell'Operazione Hardtack I, che liberò anch'esso 18 chilotoni di potenza. Il più potente fu invece il test King, che il 15 novembre 1952, all'interno dell'Operazione Ivy, vide la detonazione della più potente bomba a fissione mai sperimentata dagli USA, che liberò 500 chilotoni di potenza. Il test più potente realizzato nell'intero atollo fu invece il Mike, sempre all'interno dell'Operazione Ivy, che vide impiegata la prima bomba termonucleare della storia, la quale liberò una potenza di 10,4 megatoni e polverizzò l'isola di Elugelab, a circa 20 km di distanza da Runit.
Quando le isole Marshall divennero indipendenti, nel 1979, Runit passò sotto il controllo del governo marshallese, anche se il pieno autogoverno fu raggiunto solo nel 1986 con il Trattato di Libera Associazione. I livelli di radioattività dell'isola, però, sono così elevati che essa non ha mai più avuto abitanti a partire dagli anni 1940.

## La cupola

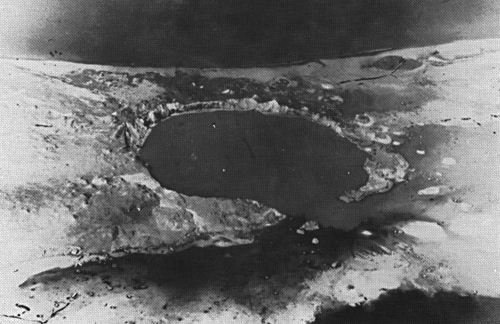
Il cratere formatosi in conseguenza del test "Cactus", parte dell'operazione Hardtack I, eseguito il 6 maggio 1958

Nella parte settentrionale dell'isola è presente un deposito di materiale radioattivo, chiamato comunemente "Cupola Cactus" (Cactus Dome) o "La Tomba", costituito da una cupola in calcestruzzo avente un diametro di 115 m, uno spessore di 46 cm e una superficie di oltre 9000 m². Situata sul livello del mare, la cupola è costituita da 358 blocchi di cemento e ricopre un volume stimato di 73000 m³ di scorie radioattive, incluso il plutonio-239. Tali scorie sono il risultato dei vari test nucleari condotti sull'atollo di Enewetak dagli Stati Uniti negli anni compresi tra il 1946 e il 1962.
Una ventina di anni dopo la conclusione dell'ultimo test nucleare statunitense nella regione pacifica, il governo degli Stati Uniti decise di ripulire quanto possibile i terreni in cui erano stati effettuati i test dalle scorie radioattive che si erano venute a creare. Così, tra il 1977 e il 1980, oltre 4 000 addetti statunitensi, sia militari che civili, raccolsero centinaia di tonnellate di rifiuti radioattivi, rimuovendo anche diversi centimetri di terreno superficiale, da sei diverse isole facenti parte dell'atollo di Enewetak. Il tutto venne man mano mescolato con calcestruzzo e ammassato in un cratere situato sull'isola Runit, che era stato creato anni prima da un test nucleare (il già menzionato test Cactus). Nel 1980, infine, sul cratere fu costruita la già citata cupola di calcestruzzo, a mo' di vero e proprio sarcofago, ponendo in atto la cosiddetta strategia del tombamento nucleare. In tutto, il costo dell'operazione fu di circa 239 milioni di dollari, paragonabili a 750 milioni di dollari del 2020.
Già nel 1982, però, una commissione appositamente istituita dal governo statunitense portò alla luce il problema che la cupola si sarebbe probabilmente lesionata nel caso in cui fosse stata investita da un uragano di forte intensità.

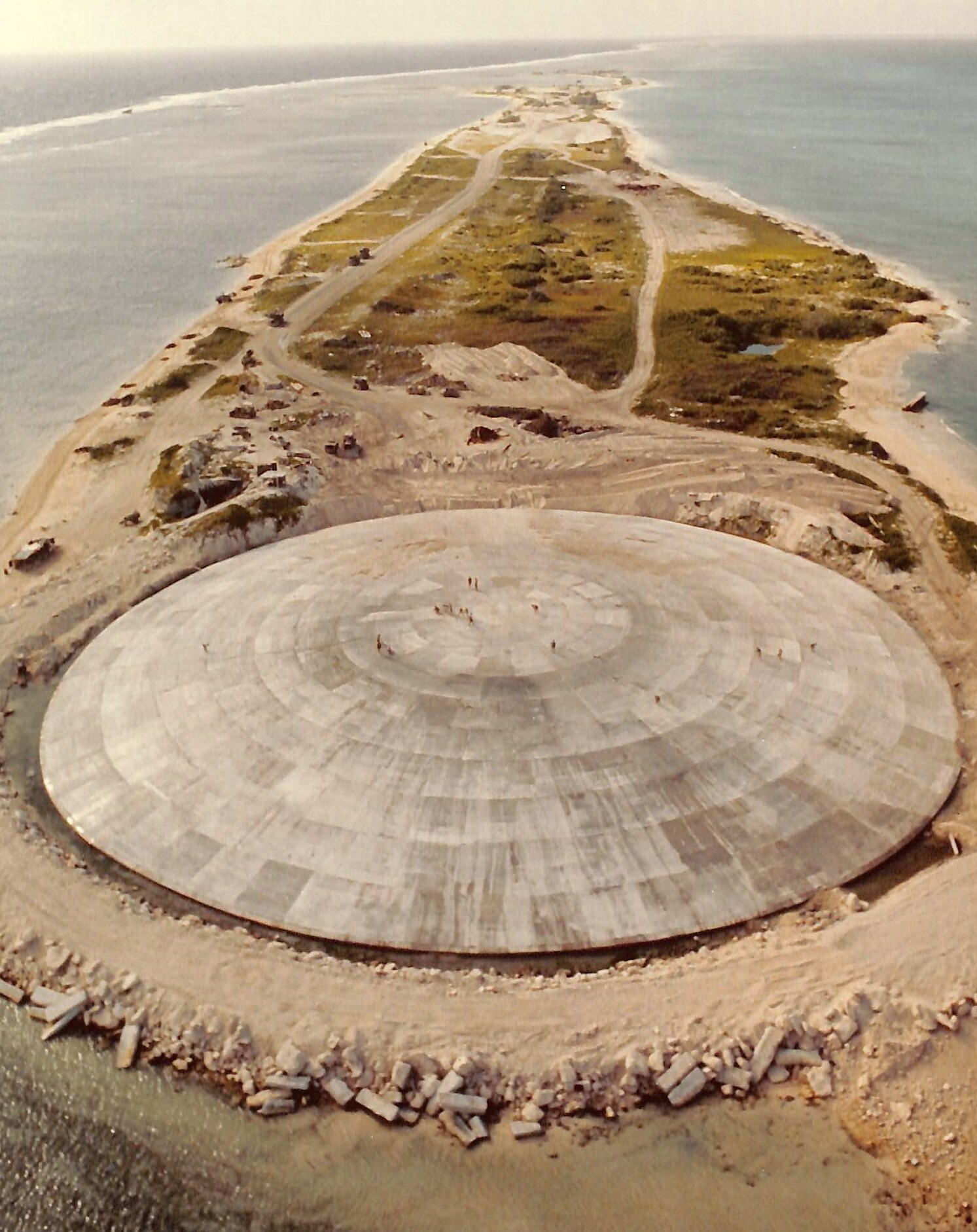
Vista aerea del 1980 del deposito di scorie nucleari presente sull'isola di Runit. La cupola in calcestruzzo è stata costruita al di sopra del cratere formatosi in conseguenza del test nucleare "Cactus", eseguito nel 1958.

Nel 2013, in un rapporto del Dipartimento dell'energia statunitense fu segnalato che il calcestruzzo della cupola aveva iniziato a mostrare i danni dovuti alle intemperie, con la formazione di piccole fessure nella struttura della cupola. Tuttavia, fu anche evidenziato come i sedimenti lagunari fossero ancora contaminati, tanto che una rottura della cupola con perdita di materiale radioattivo in acqua non avrebbe aumentato di molto i livelli di contaminazione. Le operazioni di bonifica degli anni settanta, infatti, rimossero solo circa lo 0,8% del totale dei rifiuti transuranici presenti nell'atollo di Enewetak, tanto che il suolo e l'acqua della laguna circostanti la cupola hanno oggi un livello di radioattività più alto del materiale coperto dal sarcofago e quindi, come detto, anche nell'eventualità di un totale collasso di quest'ultimo, la dose di radiazioni cui sono sottoposti l'ambiente e la popolazione circostanti non dovrebbe significativamente cambiare. La preoccupazione maggiore risiede invece principalmente nel fatto che, poiché all'inizio la sistemazione dei rifiuti all'interno del cratere era stata pensata come soluzione temporanea, per contenere i costi il fondo dello stesso non era stato rivestito con calcestruzzo, ma lasciato praticamente così com'era. Si ritiene quindi che, durante i picchi di marea, il fondo del cratere, permeabile, sia raggiunto dall'acqua che penetra dal disotto, con una potenziale contaminazione da radionuclidi della fornitura di acqua proveniente da falde freatiche. Tuttavia, anche in questo caso, stando al già citato rapporto del ministero dell'energia, i radionuclidi rilasciati verrebbero rapidamente dispersi e diluiti, senza causare un elevato aumento del rischio radioattivo per l'ambiente marino (livello che attualmente è dalle 1 000 alle 6 000 volte più alto rispetto a quello riscontrabile in mare aperto). Negli anni sono nate diverse teorie, per lo più bollate come fantasie complottistiche, sulla vera pericolosità di quello che si troverebbe sotto la cupola e, sebbene non ci siano prove del fatto che una spaccatura della cupola possa portare a "una nuova Černobyl'", come dichiarato da qualcuno, è comunque vero che tale spaccatura potrebbe portare alla dispersione, tra le altre cose, anche di plutonio, un metallo pesante radioattivo altamente tossico.
Dal 1983, anno in cui le Isole Marshall firmarono il Trattato di Libera Associazione (COFA) con gli USA, il quale garantiva alla nazione insulare la facoltà di governarsi da sola ma che prevedeva anche, tra l'altro, un risarcimento di 150 milioni di dollari per i test atomici effettuati nel passato in cambio della rinuncia ad ogni procedimento al riguardo, la manutenzione della cupola è passata nelle mani delle Isole Marshall. In occasione di un incontro svoltosi nel maggio 2019 tra il Segretario generale delle Nazioni Unite, António Guterres, e la presidentessa delle Isole Marshall, Hilda Heine, il governo delle Marshall ha però fatto sapere di non avere fondi sufficienti per provvedere a una sicura gestione della cupola e di temere per la contaminazione dovuta ai rifiuti da essa coperti a causa del pericolo derivante dall'innalzamento dei mari dovuto al cambiamento climatico in atto. Proprio in seguito a tale allarme, nel dicembre 2019 il Congresso statunitense ha dato sei mesi di tempo al Segretario per l'energia statunitense, Dan Brouillette, per presentare un rapporto dettagliato, che comprendesse anche l'indicazione di una cifra da stanziare, circa le misure da adottare per rimettere in sicurezza la cupola.